# Vitkronad shama
Vitkronad shama (Copsychus stricklandii) är en fågel i familjen flugsnappare inom ordningen tättingar.

## Utbredning och systematik
Vitkronad shama förekommer på norra Borneo och ön Banggi. Tidigare inkluderades maratuashaman (C. barbouri) i arten. Längre tillbaka fördes båda två till vitgumpad shama.

## Status
IUCN erkänner den inte som art, varför den inte placeras i någon hotkategori.

## Namn
Fågelns vetenskapliga artnamn hedrar den brittiske geologen och zoologen Hugh Edwin Strickland (1811-1853).